# Rocco Serini
Rocco Serini (Edolo, 4 febbraio 1886 – Pavia, 16 settembre 1964) è stato un matematico italiano.

## Biografia
Dopo gli studi liceali classici a Brescia, si iscrisse all'Università di Pavia, dove si laureò con lode in matematica nel 1908. L'anno seguente, fu nominato assistente alla cattedra di geodesia della stessa università, incarico che mantenne fino al 1912, quando passò, come assistente di ruolo, alla cattedra di meccanica razionale tenuta da Attilio Palatini. Conseguita la libera docenza in meccanica razionale nel 1922, vinse un concorso a cattedre nel 1926, prendendo dunque servizio alla cattedra di fisica matematica dell'Università di Pavia, prima come professore straordinario, poi, dal 1930, come ordinario, fino al 1956 quando fu collocato a riposo (ma continuando a insegnare fino al 1961), quindi, nel 1962, nominato professore emerito.
Tenne pure, per incarico, vari altri insegnamenti, fra cui quelli di meccanica razionale, analisi infinitesimale, analisi superiore, geodesia, astronomia, matematica per chimici e naturalisti, matematiche complementari, fisica teorica, prestando inoltre particolare attenzione alla didattica e alla cura degli allievi nell'indirizzarli ed aiutarli negli studi. Fu inoltre direttore dell'Istituto di Matematica per diversi mandati, nonché preside della Facoltà di Scienze dal 1935 al 1939.
Medaglia d'oro dei benemeriti della scuola e della cultura, fu membro di numerose accademie culturali e società scientifiche italiane. Fu altresì collaboratore dell'Enciclopedia delle Matematiche elementari e complementi.
Tra i suoi allievi, Piero Caldirola, con cui si laureò nel 1937.
In sua memoria, gli sono stati intitolati diversi istituti di istruzione italiani di primo e secondo grado.

## Attività scientifica
La sua attività di studio e di ricerca si svolse prevalentemente nell'ambito della fisica matematica classica, in particolare riguardò la teoria dell'elasticità, l'elettrodinamica, la teoria del potenziale, i fenomeni ereditari, la meccanica dei mezzi continui, la relatività, l'ottica, le vibrazioni meccaniche e la geometria differenziale applicata alla fisica matematica. 
In particolare, fra i numerosi ed originali lavori di Serini, vanno ricordate alcune note lincee sulla relatività generale in cui fra l'altro egli dimostra, partendo dai lavori di Tullio Levi-Civita sulla statica einsteiniana, che lo spazio-tempo vuoto (cioè privo di materia) è necessariamente pseudo-euclideo e, quindi, lo spazio tridimensionale vuoto è euclideo, risolvendo, così, una questione aperta dallo stesso Levi-Civita.

## Alcune opere
- Lezioni di fisica sperimentale del Prof. E. Salvioni e raccolte dal Dott. Rocco Serini, Lit. Tacchinardi e Ferrari, Pavia, 1910.
- Lezioni di meccanica razionale, Tip. Cucchi-Pellegrini-Pieroni, Pavia, 1923.
- Elementi di fisica per i licei (con A. Palatini), 3 voll., A. Mondadori, Milano, 1932 (con successive edizioni e ristampe).
- Elementi di fisica per gli istituti tecnici e magistrali (con A. Palatini), 3 voll., A. Mondadori, Milano, 1933 (con successive edizioni e ristampe).
- Sviluppo delle tesi di matematica per i concorsi e le abilitazioni nelle scuole medie, Lit. Cucchi, Pavia, 1933 (con successive edizioni).